# Atrometus insignis
Atrometus insignis là một loài tò vò trong họ Ichneumonidae.